# Wonderful Hearts
Wonderful Hearts（ワンダフルハーツ）此一詞在2006年的演唱會開始被使用，之後由早安家族藝人的路線分成兩部分，另一為 Elder Club（エルダークラブ）。

## 所屬團員
- 團體
  - 早安少女組。
  - Berryz工房
  - ℃-ute
- 個人
  - 真野惠里菜

※  美勇傳於 2008年 1月 移藉到 Elder Club（エルダークラブ）。
2007年6月早安家族官方網站的更新，揭載早安家族所屬的團體或個人的個人檔案被分為「ワンダフルハーツ」和「エルダークラブ」。
エルダークラブ所屬成員中，有過去為ワンダフルハーツ的成員。在辻希美藝能活動休業前，W 和 solo 是以ワンダフルハーツ成員的身份在演唱會中演出，美勇傳（2008年6月解散）到2007年12月前也是以ワンダフルハーツ成員的身份在演唱會中演出。
另外，Hello! Project Egg官方並沒有發表屬於哪一方，Hello! Project Egg在2007年1月舉行的早安家族巡迴演唱會中，全體與ワンダフルハーツ一起參加演出。

## 演出

### 電視節目
雖然官方並無明確發表，但以早安家族成員為中心的節目，在2006年之後大概以此區分。
- ハロー!モーニング。（2000年4月－2007年4月）
- ハロモニ@（2007年4月－2008年9月）
  - 此節目基本上由早安少女組。所演出。2007年4月有段時間辻希美也參加演出。

- 東京電視台深夜迷你帶節目系列 
  - 娘DOKYU!（2005年4月－2006年9月），最終期的構成是播出戲劇「絵流田4丁目の人々」和追蹤記錄影像「娘DOKYU! EXTRA」，ワンダフルハーツ的團體和成員參加後者的演出。
  - 2008年3月31日－10月3日播出的ベリキュー！，基本上由Berryz工房、℃-ute、真野惠里菜出演。
  - 2008年10月6日開始播出的よろセン！，由早安少女組。、Berryz工房、℃-ute、真野惠里菜出演。

## 演唱會
- Hello! Project 2006 Winter ～ワンダフルハーツ～（2006年1月2日－21日 3都市14公演）
- Hello! Project 2006 Summer ～ワンダフルハーツランド～（2006年7月9日－23日 3都市7公演）
- Hello! Project 2007 Winter ～ワンダフルハーツ 乙女Gocoro～（2007年1月2日－21日 3都市11公演）
- Hello! Project 2008 Winter ～ワンダフルハーツ 年中夢求～（2008年1月2日－20日 3都市11公演）
- Hello! Project 2008 Summer ワンダフルハーツ公演 ～避暑地でデートいたしまSHOW～（2008年7月19日－8月3日 3都市9公演）
- Hello! Project 2009 Winter ワンダフルハーツ公演 ～革命元年～（2009年1月2日－25日 3都市13公演）

## 光碟

### DVD
- Hello! Project 2006 Summer～ワンダフルハーツランド～（2006年10月4日）

### DVD Magazine
- Hello Project DVD Magazine Vol.4 ワンダフルハーツ（HE-08）
- Hello Project DVD Magazine Vol.8 ワンダフルハーツ
- Hello Project DVD Magazine Vol.12 ワンダフルハーツ

## 書籍

### 寫真集
- Hello! Project 2006 Summer ワンダフルハーツランド 完全保存スーパーレビュー（2006年8月31日 竹書房）
- モーニング娘。 in Hello! Project 2006 Summer ワンダフルハーツランド（2006年9月21日 竹書房）
- Berryz工房&℃-ute in Hello! Project 2006 Summer ワンダフルハーツランド（同上）
- Hello! Prject 手作り写真集 みんな大好き、チュッ!（2006年9月28日 竹書房）

## 外部連結
- 早安家族日本官方網站
- 早安家族台灣私設FC族譜
- Hatena Keyword  （页面存档备份，存于）